# Zona arqueológica de Cholula
La zona arqueológica de Cholula es un sitio histórico localizado siete kilómetros al oeste de Puebla de Zaragoza, capital del estado mexicano de Puebla. Es una zona federal que se encuentra entre los municipios de San Pedro Cholula y de San Andrés Cholula, y su nombre deriva del vocablo náhuatl Cholollan, que significa "donde abunda el agua que fluye". Se trata de uno de los asentamientos más antiguos de México, y presenta una ocupación continua desde el período preclásico superior. A pesar de ello, su importancia en Mesoamérica fue variable a lo largo de los dos mil años de historia de la civilización nativa de Mesoamérica.

## Historia
El primer asentamiento de Cholula se localizaba en las inmediaciones de un lago que ha desaparecido. Esto ocurrió en el período Preclásico Medio o Superior, aproximadamente entre el siglo VIII y III antes de nuestra era. En aquel tiempo, las poblaciones mesoamericanas eran pequeñas aldeas cuya ocupación principal era la agricultura de subsistencia, centrada especialmente en el cultivo del maíz. Alrededor del siglo I antes de nuestra era, en Cholula se construyó el primer centro ceremonial importante, a partir del cual crecería lo que sería uno de los principales centros religiosos de Mesoamérica.
Durante el período clásico mesoamericano, Cholula fue el principal aliado de Teotihuacán en el valle de Puebla-Tlaxcala. Proveía a la metrópoli del altiplano central de artículos muy apreciados en la red comercial mesoamericana, como la cerámica Anaranjado Delgado, que, como su nombre lo indica, se trata de productos de alfarería distinguidos por la fineza de sus acabados y el color naranja característico. La cerámica Anaranjado Delgado era un bien de consumo suntuario en Mesoamérica, destinado solo para las élites gobernantes.
Según algunas hipótesis, Cholula habría decaído más o menos al mismo tiempo del declive teotihuacano --ocurrida alrededor del siglo VII de nuestra era--. En otras propuestas, la ciudad habría cobrado fuerza regional en el contexto del vacío de poder surgido por el ocaso de la metrópoli teotihuacana. Como quiera que haya sido, el gran templo de Quetzalcóatl fue abandonado alrededor del siglo XI de nuestra era, época en que su población comenzó a reducirse y la ciudad perdía importancia económica y comercial.
Las más recientes investigaciones han encontrado que la zona dominada por Cholula en el período clásico de Mesoamérica estuvo bajo la influencia de pueblos portadores de la cultura Ñuiñe, cuyos centros principales se localizan en el suroeste el actual estado de Puebla y el noroeste de Oaxaca, en la llamada Región Mixteca.
Luego de su declive en el período clásico, Cholula resurgiría en el posclásico temprano como uno de los principales nodos comerciales y religiosos de Mesoamérica. La Historia Tolteca-Chichimeca señalaba que a la llegada de las primeras migraciones teochichimecas al altiplano, la ciudad de Cholula se encontraba poblada por un grupo al que se conoce como olmeca-xicalanca u olmecas históricos --con el propósito de diferenciarlos de los olmecas arqueológicos--. Los olmeca-xicalancas también eran un grupo étnico con importante presencia en otras zonas del centro de México, como Cacaxtla, Cantona, Xochitécatl y probablemente Xochicalco y Chalcatzingo, en el actual estado de Morelos. Se ha planteado que los olmeca-xicalancas habrían sido originarios de la costa oriental del golfo de México, y que eran portadores de una cultura relacionada con la maya, que se refleja en su estilo artístico.
Luego de una lucha contra los pobladores originarios, los toltecas pudieron imponer su hegemonía, incluyendo a Cholula en su área de influencia. A partir de entonces, la ciudad adquirió el nombre completo de Tollan-Chollollan-Tlachihualtépetl, que significa Gran ciudad donde cae el agua en el lugar de huida del cerro hecho de tierra. En el posclásico temprano, es probable que Cholula mantuviera relaciones con otras áreas de Mesoamérica, en especial con el reino mixteco del señor Ocho Venado, como sugieren algunas interpretaciones de documentos como el Códice Tonindeye.
La ciudad estaba regida por dos jefes, que también fungían como una especie de sacerdotes de las dos deidades principales de los olmeca-xicalanca: la Serpiente Emplumada y el Dios de la Lluvia (Tláloc), hecho que revela la vocación agrícola de los cholultecas. Más tarde, con la expansión mexica, Cholula quedó como uno de los principales aliados de Tenochtitlan.
Cholula también es conocida por ser escenario de uno de los episodios más conocidos de la Conquista. En 1519 las fuerzas de Hernán Cortés, que habían sido recibidas por los locales y sospechando una emboscada, realizaron la Matanza de Cholula. Se calcula que murieron 6,000 cholultecas.

## El vínculo de sabiduría de Cholula
De acuerdo con quienes conocieron Cholula en el siglo XVI, esta era una gran ciudad, conocida por ser un centro de peregrinaje de importancia comparable a Roma y La Meca (De Rojas,
1985). El asentamiento incluía múltiples templos, ermitas y adoratorios (Cortés, 1928), pero indudablemente el punto focal de la actividad ritual era
el recinto del Gran Templo de Quetzalcóatl.
Lamentablemente, quedan mínimos vestigios aparentes de lo que fuera el majestuoso conjunto arquitectónico cholulteca que asombró en aquel momento a los conquistadores. La famosa Gran Pirámide, hoy día símbolo de la localidad, había caído en desuso varios siglos antes de la llegada de los españoles, y aunque aún se continuaban realizando algunos rituales en ella, lucía como un pequeño y simple cerro natural, y como tal fue descrita por los cronistas; quizá eso mismo lo salvó de la suerte que corrieron los edificios que sí estaban en funciones en ese momento.
En comparación con Tenochtitlán, Cholula sorprende por la escasez de las piezas escultóricas que debieron estar asociadas a los edificios del recinto sagrado. Ciertamente no se
han llevado a cabo aquí las grandes obras de infraestructura que han sacado a la luz en la Ciudad de México este tipo de materiales, pero se esperaría que los diversos trabajos públicos que han seccionado el subsuelo para colocar drenajes y cableados hubiesen revelado alguna evidencia. Sin embargo, no ha sido así. Por ende, los indicadores arqueológicos con que se cuentan para verificar de cierta manera la existencia y localización de las estructuras mayores de la antigua urbe son prácticamente inexistentes.
El templo de Quetzalcóatl es quizás el único monumento de la Cholula indígena cuya localización se proporciona en referencia a la traza de la ciudad novohispana, pues en la Relación de Cholula de 1581, Gabriel de Rojas (1985) señala que se encontraba en el lugar donde se levantó el convento franciscano de San Gabriel. No obstante, algunos datos parecerían poner en duda tal aseveración. Por ejemplo Adolph Bandelier (1976), en su viaje de 1881 relata que los frailes no encontraron ningunas “antigüedades” durante las múltiples excavaciones que por esos años se efectuaron para modificar sus instalaciones.
Por su parte, exploraciones arqueológicas realizadas den 1971 (Castro y García Moll, 1972) afuera del muro
sur de la Capilla Real no localizaron restos estructurales, más que un piso de estuco que en su momento había sido cortado para la colocación de varios
cientos de cadáveres, probablemente producto de las epidemias de los primeros años de la conquista. Empero, esas investigaciones demostraron que, de encontrarse en el
área del Templo de Quetzalcóatl no se extendía por lo menos hasta la actual huerta del convento. En contraste, en los muros de la Capilla Real se pueden
apreciar algunas piedras labradas, todas con el mismo diseño, que parecerían constituir partes de algún elemento decorativo de un edificio prehispánico; es
muy probable que haya muchas otras piedras cuyas caras esculpidas no se encuentren expuestas y que habrían formado parte de las fachadas precortesianas, incorporadas ahora en las paredes del convento, en el Portal de Peregrinos o en otras iglesias y construcciones.

### La Construcción de Cholula
Los constructores probablemente no pertenecieron a un grupo lingüístico único.  Por el contrario, podemos suponer que este gran centro dominaba una zona habitada por gran cantidad de grupos culturales y lingüísticos diferentes. Diversas fuentes identifican a los constructores de Cholula como un grupo llamado olmeca-xicalanca. El historiador indio Chimalpain llama a estos olmeca-xicalanca quiahuiztecas, o “gentes de la lluvia”, palabra náhuatl correspondiente al nombre que los mixtecas se daban a sí mismos: ñusabi. Va en aumento la posibilidad de que estos olmecas-xicalanca fuese un grupo chocho-popoloca o de habla mixteca.
Cholula es una ciudad que se salvó de la ruina como centro religioso ya que nunca fue destruida, sin embargo sí conoció un cambio de amos, pero adquirió renombre en el periodo militarista. En realidad es probable que esta ciudad se beneficiase con la destrucción de Teotihuacán y tal vez haya tomado parte en ella. Una vez eliminada su rival, Cholula extendió su influencia hacia el México oriental y meridional a pesar de no haber podido nunca rivalizar con los herederos directos de Teotihuacán en el valle de México y en la provincia fronteriza de Hidalgo.
La caída de la capital tolteca de Tula, parece haber ocurrido en 1156 o 1168. Al desintegrarse los grupos nahuas y otomíes que lo formaban, los pobladores emigraron y son conocidos históricamente como tribus nahualtecas.
Una de esas tribus, la cholulteca, conservó claro el recuerdo de su origen tolteca; por las fuentes se sabe que eran los tolteca-chichimeca, que anduvieron vagando hasta que se establecieron en Cholula como esclavos de los olmecas de ahí, hasta que los combatieron y alejaron usando sus mismas armas. Desalojados estos, tuvieron que luchar contra pueblos afines, aquellos xochimilca parecen haber sido de filiación olmeca, y quizá son los xochimeca que vivieron en Chalco-Amaquemecan. Pero aquellos olmecas propiamente dichos, fueron expulsados en dos direcciones después de que los desalojaran de Cholula: unos a la sierra de Zacatlán, en el actual estado de Puebla (los olmeca-Zacateca) y otros hacia el sur (los olmeca-Xicallanca).

## Zona arqueológica
La zona arqueológica de Cholula se ubica en la calle de Puebla-Tlaxcala. Con este nombre se ubica una extensa área que comprende gran parte de los estados de Puebla y de Tlaxcala. Este valle está limitado al noreste por el volcán de la Malinche, conocido también como Matlacuéyetl; al poniente, por la Sierra Nevada, donde destacan los dos grandes conos volcánicos: el Popocatépetl y el Iztaccíhuatl.
Al norte, el valle está separado por pequeñas elevaciones de los llanos de APam y hacia el sur limita con las cuencas de Valsequillo y de Atlixco.
El valle de Cholula es una subárea de la región de Puebla-Tlaxcala, que por sus características ecogeográficas y su ubicación en el Altiplano Central fue escenario de un importante y milenario desarrollo cultural en la historia mesoamericana. De este modo, la zona arqueológica de Cholula comparte los tres grandes horizontes culturales establecidos por los arqueólogos para subdividir el desarrollo mesoamericano: Preclásico, Clásico y Posclásico.
Hacia el año 1100aC, en el Preclásico medio, Cholula surgió como un modesto asentamiento humano; a lo largo del tiempo llegó a figurar entre las más grandes ciudades del México antiguo e hizo sentir su presencia en el área durante varias centurias. Actualmente le dan continuidad dos ciudades: San Pedro Cholula o Cholula de Rivadavia y San Andrés Cholula.
Se sabe que Cholula estuvo habitada desde épocas muy antiguas. Dentro de este edificio se han hallado estructuras pertenecientes al Preclásico medio (1100 a 200aC); sin embargo, a partir del Preclásico superior (200aC a 1) se desarrolla un tipo de arquitectura que alcanza su máxima expresión en el Clásico; en este horizonte se hacen grandes edificaciones en el centro ceremonial, entre las cuales destaca el enorme basamento piramidal conocido como la Gran Pirámide. En torno al centro ceremonial se asentó la población de Cholula de aquella época. Por razones que hasta ahora se desconocen, el sitio ceremonial de Cholula, en la actual zona arqueológica, quedó en desuso hacia finales del Clásico, pero un nuevo foco de actividades ceremoniales se erigió en lo que ahora es el centro de la ciudad de Cholula, el cual se encontraba funcionando en el momento de la Conquista.
Al quedar abandonado el espacio antiguo, los edificios se fueron destruyendo y cubriendo de tierra y escombro por la acción del agua, del viento, de las raíces de las plantas y por el hombre mismo. En el Posclásico, la Gran Pirámide adquirió la forma de un montículo natural, sobre cuyas laderas y relleno se asentaron pequeños grupos humanos.
La construcción más importante de la zona arqueológica es el Templo de Tláloc —venerado localmente por su nombre calendárico: 9 Lluvia o Chiconquiáhuitl—, basamento piramidal construido en distintas fases, dedicado a esa divinidad prehispánica y cuyo culto fue uno de los más importantes en toda el área mesoamericana. Es una de las pirámides más voluminosas del mundo, y durante mucho tiempo permaneció en el olvido, creyéndose que era una montaña, sobre la cual fue construido un templo católico en la época del Virreinato. Este templo fue abandonado 100 años después de la caída de Teotihuacán, en tiempo de la hegemonía tolteca en Mesoamérica (Posclásico Temprano).
Para el 1300 d. C., Cholula fue abandonada por los toltecas y a la llegada de los españoles, en el año 1519, los cholultecas eran tributarios privilegiados de Tenochtitlán, y enemigos de los tlaxcaltecas. A la llegada de los españoles, el Templo de Quetzalcóatl se ubicaba al lado poniente de la Gran Pirámide, el cual fue destruido y con sus piedras se edificaron los principales monumentos novohispanos. Cholula posee además notables ejemplos de pintura mural, como el llamado "Mural de los Bebedores".
Enclavada en el centro de México, y bajo la imponente presencia de los volcanes Popocatépetl e Iztaccíhuatl, Puebla abre sus puertas y presume a los visitantes sus títulos: heroica por haber sido sede del triunfo de las tropas mexicanas sobre las francesas en 1862 y Patrimonio de la Humanidad por la UNESCO desde 1987.
La milenaria Cholula contiene la edificación de pirámides más antigua pues data de aproximadamente de 3 mil 500 años, desde el periodo preclásico más temprano.
La ciudad además cuenta con una hermosa arquitectura virreinal, su Plaza Central de México, es la más grande después de la metropolitana.
Cholula cuenta con 365 iglesias, también según la leyenda fue llamada la "Roma de Anáhuac" puesto que al ser contemplada desde una mezquita se le vio llena de torres y templos, coincidiendo con los días del año.
En el primer cuadro del poblado se encuentra la Plaza Central o Zócalo; del lado poniente está el palacio municipal, y frente de este, la zona comercial. Aquí se asientan "Los Portales", un pasaje de 170 metros con 46 arcos recargados en columnas dóricas donde abren sus puertas numerosos restaurantes. Este sitio es el más grande de su tipo en América Latina.